# Heinrich Hamann
Heinrich Hamann (ur. 1 września 1908 w Bordesholm, zm. 16 kwietnia 1993 w Bad Neuenahr) – niemiecki funkcjonariusz nazistowski, szef gestapo w Nowym Sączu 1939–1943, kierownik referatu działań przeciwpartyzanckich gestapo w Generalnym Gubernatorstwie 1943–1945, zbrodniarz wojenny z okresu II wojny światowej.

## Życiorys

### Kariera przedwojenna
Był synem kupca, skończył szkołę handlową w Bordesholm. W grudniu 1931 wstąpił do NSDAP, a następnie do SS. Pracował w różnych placówkach policyjnych, m.in. w Bochum. Podjął służbę w Policji Bezpieczeństwa, powstałej w 1936 z połączenia gestapo i policji kryminalnej, i był adiutantem przybocznym jej szefa Reinharda Heydricha w Berlinie. Ożenił się z sekretarką Heydricha, Hildegardą Hossfeld. Do czerwca 1939 pracował w centrali gestapo w Berlinie. Po wybuchu wojny urzędował krótko w Cieszynie i Krakowie.

### II wojna światowa
19 października 1939 został w stopniu obersturmführera dowódcą Zamiejscowej Placówki Policji Bezpieczeństwa – Granicznego Komisariatu Policji w Nowym Sączu (Aussendienststelle der Sicherheitspolizei – Grenzpolizeikommissariat Neu Sandez). Przybył do miasta w grudniu 1939, w 1942 sprowadził rodzinę. Jego kochanką była od maja 1940 do stycznia 1945 Władysława Jeleń, od grudnia 1940 pracownica miejscowej ubezpieczalni społecznej.
Na Sądecczyźnie własnoręcznie zamordował ok. 100 osób. Zabił m.in. sędziego Wilhelma Miklaszewskiego. Ofiarami pobicia byli m.in. dr Jan Weimer, Janina Stefaniszyn, Bronisława Strumiłło (prac. ubezpieczalni społecznej), dr Mieczysław Dukiet z Krynicy, Zdzisław Hełczyński, Wanda Bereś. Inspirował eksterminację Żydów, w czym asystowali mu współpracownicy Johann Gorka i Georg Wiesner oraz komendant starosądeckiej placówki Schutzpolizei, renegat Franciszek Lawitschka. Wyprawiał uczty, orgie pijackie i seksualne.
29 kwietnia 1942 po znalezieniu w archiwach Nowego Sącza listy członków biblioteki syjonistycznej założonej w mieście w latach 20. przez lewicową organizację imienia Maksa Rosenfelda Hamann zorganizował masakrę tych osób. Przed rozstrzelaniem 360 ofiar na cmentarzu przy ul. Rybackiej zmusił je do udziału w balu obserwowanym przez rodziny gestapowców. Nadzorował także wymordowanie mieszkańców kamienic przy ul. Franciszkańskiej 8 (81 osób) i przy ul. Pijarskiej tej samej nocy.
W sierpniu 1943 został przeniesiony do Jasła. Opuścił Nowy Sącz, gdzie zastąpił go SS-Hauptsturmführer Wilhelm Raschwitz, na początku września. W listopadzie 1943 trafił do Krakowa, gdzie objął funkcję kierownika referatu IV-A do spraw rozpracowania organizacji podziemnych w Policji Bezpieczeństwa, rezydując w gmachu gestapo przy ul. Pomorskiej 2.
W maju 1944 rozmawiał z komendantem Obwodu Murawa Armii Krajowej z siedzibą w Myślenicach, ppor. Wincentym Horodyńskim („Kościeszą”), w Drogini, ponownie konferował z nim w lipcu i we wrześniu w Mierzeniu. W rejonie Myślenic tolerował defilady AK i udział zbrojnych umundurowanych oddziałów w nabożeństwach, jednocześnie dokonując pacyfikacji licznych wsi (m.in. Lipnika, Czasławia, Trzemeśni, Kasiny i Wiśniowej).
20 lipca 1944 nakazał zniszczenie akt sądeckiego gestapo i wymordowanie więźniów torturowanych podczas przesłuchań.
W połowie lipca 1944 odbył w Krakowie zaaranżowane przez szefa Gestapo w Miechowie, Philippa Riedingera, spotkanie z por. Alojzym Dziurą-Dziurskim, oficerem „głębokiego” wywiadu Armii Krajowej działającym za wiedzą komendanta Okręgu Kraków AK płk. Edwarda Godlewskiego. Zaproponował Dziurze-Dziurskiemu współdziałanie przeciw Armii Czerwonej, a ten zażądał odwołania skierowania Rosyjskiej Wyzwoleńczej Armii Ludowej (RONA) w rejon Miechowa, Buska i Jędrzejowa, gdzie miała zająć majątki ziemiańskie w ramach działań przeciwpartyzanckich. Zgodził się także wyjawić Dziurze-Dziurskiemu miejsce i czas pacyfikacji zaplanowanej na 23 lipca w Książu Wielkim, a następnie w tym dniu według relacji Dziury-Dziurskiego wszyscy wraz z wyższym dowódcą SS i policji Wilhelmem Koppem pojawili się na czele kolumny SS w opuszczonej przez partyzantkę AK wsi. Po ustanowieniu przez ruch oporu Republiki Pińczowskiej ponownie spotkał się z Dziurą-Dziurskim 31 lipca 1944 w Dziemięrzycach.
Współorganizował grupy dywersyjne na tyłach Armii Czerwonej. 15 stycznia 1945 kierował ostatnią egzekucją zbiorową w Krakowie na Dąbiu, w której zginęło 79 osób. Przed tą datą został awansowany do stopnia hauptsturmführera. 17 stycznia 1945 dowodził niemieckim konwojem ewakuacyjnym z Krakowa do Ostrawy i dalej na tereny Niemiec, które zostały następnie zajęte przez armię amerykańską. 

### Po wojnie
Poszukiwany po zakończeniu wojny przez Polską Misję Wojskową, ukrywał się od 8 maja 1945 pod sfałszowanym dokumentem na nazwisko byłej żony w Holsztynie (do września 1945), w Wanne-Eickel i na terenie Harzu. Pracował jako robotnik rolny, drwal i kelner. W 1960 aresztowany dzięki pracy wywiadu angielskiego; według innej wersji po zastrzeleniu klienta restauracji w Bochum, w której pracował. Aresztowano również jego kilkunastu współpracowników (w tym Johana Bornholta) z sądeckiej placówki Gestapo, która znajdowała się przy ul. Czarnieckiego 13. Hamann usiłował uciec: prowadzony na przesłuchanie wyskoczył przez okno, ale został ujęty. W procesie w Bochum, toczącym się od 18 października 1965 do 20 lipca 1966, przesłuchano 200 świadków. Prokuratura zgromadziła świadectwa obciążające Hamanna udziałem w 76 zabójstwach i postawiła mu zarzut zamordowania 17 tys. osób narodowości żydowskiej. Został skazany na kilkadziesiąt wyroków dożywocia. Apelację skazanych odrzucił Federalny Trybunał Sprawiedliwości. Sędziowie przyjeżdżali na wizje lokalne do Polski (odwiedzili miejsca kaźni na Sądecczyźnie, zarejestrowali zeznania świadków masowych egzekucji). Do świadków w procesie w Bochum należeli adwokat Stanisław Długopolski i Jan Bednarek. 
„Kat Sądecczyzny”, mimo iż skazany na dożywocie, nie przebywał w zakładzie karnym do końca życia. Opuścił go w połowie lat 80. z uwagi na podeszły wiek i stan zdrowia. Ostatnie siedem lat życia spędził w domu spokojnej starości w uzdrowisku Bad Neuenahr. Zmarł 16 kwietnia 1993.